# Fórmula de la tangent de l'angle meitat
En diverses aplicacions de trigonometria, és útil de reescriure les funcions trigonomètriques (tals com el sinus i el cosinus) en termes de funcions racionals d'una nova variable t. Aquestes identitats, es coneixen de forma col·lectiva amb el nom de fórmules de la tangent de l'angle meitat degut a la definició de t. Aquestes identitats poden ser útils en càlcul infinitesimal per tal de transformar funcions racional del sinus i del cosinus en funcions de t per tal de trobar les seves primitives.
Tècnicament, l'existència de les fórmules de la tangent de l'angle meitat surt del fet que la circumferència és una corba algebraica de gènere 0. Per tant, s'espera que les funcions circulars siguin reductibles a funcions racionals.
Geomètricament, la construcció va així: per qualsevol punt (cos φ, sin φ) de la circumferència goniomètrica, es dibuixa la línia recta que passa per ell i el punt (−1,0). Aquesta línia travessa l'eix y en algun punt y = t. Es pot demostrar que t = tan(φ/2). L'equació per traçar la línia és y = (1 + x)t. L'equació per a la intersecció entre la línia recta i la circumferència és una equació de segon grau de la variable t. Les dues solucions a aquesta equació són (−1,0) i (cos φ, sin φ). Això permet escriure aquestes últimes com a funcions racionals de t (les solucions es donen més avall.
Fixeu-vos també que el paràmetre t representa la Projecció azimutal estereogràfica del punt (cos φ, sin φ) sobre l'eix y amb el centre de projecció a (−1,0). Per tant, la fórmula de la tangent de l'angle meitat dona les conversions entre las coordenada estereogràfica t de la circumferància goniomètrica i la coordenada angular estàndard φ.

## Identitats
Les fórmules de la tangent de l'angle meitat són com segueix. Sia
{\displaystyle t=\tan \left({\frac {\varphi }{2}}\right)={\frac {\sin(\varphi )}{1+\cos(\varphi )}}={\frac {1-\cos(\varphi )}{\sin(\varphi )}}.}
Llavors es té
| {\displaystyle \cos(\varphi )={\frac {1-t^{2}}{1+t^{2}}},} |  | {\displaystyle \sin(\varphi )={\frac {2t}{1+t^{2}}},} |
| {\displaystyle \sec(\varphi )={\frac {1+t^{2}}{1-t^{2}}},} |  | {\displaystyle \tan(\varphi )={\frac {2t}{1-t^{2}}},} |
| {\displaystyle \csc(\varphi )={\frac {1+t^{2}}{2t}},}      |  | {\displaystyle \cot(\varphi )={\frac {1-t^{2}}{2t}},} |

i
| {\displaystyle e^{i\varphi }={\frac {1+it}{1-it}},} |  | {\displaystyle e^{-i\varphi }={\frac {1-it}{1+it}}.} |

Invertint les fórmules exponencials de t i trobant φ en funció de t, s'arriba a les següents expressions per a l'arctangent en funció del logaritme natural
{\displaystyle \tan ^{-1}t={\frac {1}{2i}}\ln {\frac {1+it}{1-it}}.}

## Ús a càlcul infinitesimal
En càlcul, les ideintitats de la tangent de l'angle meitat poden ser usades en substitució trigonomètrica per trobar primitives de funcions racionals del sin(φ) i del cos(φ). Després d'establir
{\displaystyle t=\tan \left({\frac {\varphi }{2}}\right),}
es té
{\displaystyle dt=\sec ^{2}\left({\varphi  \over 2}\right)\,{d\varphi  \over 2}.}
També, com que
{\displaystyle \varphi =2\arctan(t),}
es té
{\displaystyle d\varphi ={{2\,dt} \over {1+t^{2}}}.}

## Identitats hiperbòliques
Es pot jugar un joc completament anàleg amb les funcions hiperbòliques. Un punt de (la branca dreta) d'una hipèrbola ve donat per (cosh θ, sinh θ). Projectant-lo sobre l'eix y a partir del centre (−1,0) dona el següent:
{\displaystyle t=\tanh \left({\frac {\theta }{2}}\right)={\frac {\sinh(\theta )}{\cosh(\theta )+1}}={\frac {\cosh(\theta )-1}{\sinh(\theta )}}}
amb les identitats
| {\displaystyle \cosh(\theta )={\frac {1+t^{2}}{1-t^{2}}}}         |  | {\displaystyle \sinh(\theta )={\frac {2t}{1-t^{2}}}} |
| {\displaystyle {\mbox{sech}}(\theta )={\frac {1-t^{2}}{1+t^{2}}}} |  | {\displaystyle \tanh(\theta )={\frac {2t}{1+t^{2}}}} |
| {\displaystyle {\mbox{csch}}(\theta )={\frac {1-t^{2}}{2t}}}      |  | {\displaystyle \coth(\theta )={\frac {1+t^{2}}{2t}}} |

i
| {\displaystyle e^{\theta }={\frac {1+t}{1-t}}} |  | {\displaystyle e^{-\theta }={\frac {1-t}{1+t}}} |

Trobant θ en funció de t porta a la següent relació entre l'arctangent hiperbòlica i el logaritme natural:
{\displaystyle \tanh ^{-1}t={\frac {1}{2}}\ln {\frac {1+t}{1-t}}}

## La funció Gudermanniana
Comparant les identitats hiperbòliques amb les circulars, es veu que impliquen les mateixes funcions de t, només que permutades. Si s'identifica el paràmetre t en tots dos casos s'arriba a una relació entre les funcions circulars i les hiperbòliques. És a dir, si
{\displaystyle t=\tan {\frac {\varphi }{2}}=\tanh {\frac {\theta }{2}}}
llavors
{\displaystyle \varphi =2\tan ^{-1}\tanh {\frac {\theta }{2}}\equiv {\mbox{gd}}(\theta )}
La funció gd(θ) es diu la funció Gudermanniana. La funció Gudermanniana dona una relació directa entre les funcions circulars i les hiperbóliques que no involucra els nombres complexos. Les descripcions anteriors de les fórmules de la tangent de l'angle meitat (projeccions de la circumferència goniomètrica i de la hipèrbola estàndard sobre l'eix y) dona una interpretació elegant d'aquesta funció.